# Mittelfranken
Mittelfranken (Midden-Franken) is zowel een Bezirk als een Regierungsbezirk (regio) van de Duitse deelstaat Beieren. Mittelfranken is verdeeld in 7 Landkreise en 5 Kreisfreie steden.

## Geografie
Mittelfranken ligt in het noordwesten van Beieren en ligt aan de grens van Baden-Württemberg en van de Beierse Regierungsbezirke Oberbayern, Oberfranken, Regierungsbezirk Unterfranken, Zwaben en Oberpfalz.

## Bestuurlijke indeling
| Landkreise | Kreisfreie Städte                                                     |
| --- | --------------------------------------------------------------------- |
| 1. Ansbach 2. Erlangen-Höchstadt 3. Fürth 4. Neustadt an der Aisch- Bad Windsheim 5. Nürnberger Land 6. Roth 7. Weißenburg-Gunzenhausen | 1. Ansbach 2. Erlangen 3. Fürth 4. Neurenberg (Nürnberg) 5. Schwabach |